# Diescher József
Diescher József (Pest, 1811. április 27. – Budapest, 1874. szeptember 28.) magyar építészmérnök, építési vállalkozó.

## Élete
Diescher József nagy múltú, Frankfurt am Main-ból származó építészdinasztia fejeként számos épületet tervezett és kivitelezett Pesten. Inasévei után öt évig a pesti vasárnapi iskolaként működő Városi rajziskolában tanult, majd 1828-ban vándorlásra indult. Bécsben Philipp Brandl polgári építészmesternél, majd Münchenben Xaver Mayer kőművesmesternél dolgozott, itt pallérként vezette az új protestáns templom építését. A berlini Bauakademie hallgatója volt, Münchenben a Polytechnikum, majd az Akadémia Civil-Baukunde és Descriptive Geometrie előadásait hallgatta, illetve 1830-31-ben a Königliche Baugewerbschule látogatója volt. Ezt követően 1837-ig Németország és Olaszország jelentősebb városaiban fordult meg, amelyet mesterfelvételi kérelméhez vándorkönyvével igazolt. Tanulmányaira és korai terveire hatással voltak a korabeli építészeti mintakönyvek is, különösen Durand Leçon d’Architecture-je. 1839. május 30-tól a Pesti Építész Céh tagja. Budapesten közel harminc műemlék őrzi keze nyomát. Csupán 1850 és 1860 között több mint kétszáz építési engedélyt kapott a fővárosban.  Diescher József sokáig tiszta klasszicista stílusban épített, de az 1860-as évektől már határozottan az eklektika felé hajlott, romantikus, neoreneszánsz elemeket is felhasználva.

## Munkássága
Emléktábla őrzi nevét az általa 1871-ben historizáló stílusban tervezett Vörösmarty Mihály Gimnázium (VIII. Horánszky u. 11.) falán, illetve a Szervita téri Szent Anna templomon, amelynek homlokzatát és középtornyát alakította ki.  (A mellette levő rendházat a mai modern épület helyén már lebontották.) Ő tervezte a Rákóczi út 57. sz. alatt levő, Luther-udvarban található Szlovák evangélikus templomot (ma átalakított edzőterem), és számos korabeli lakóházat, elsősorban a mai V. és belső VIII. kerületekben. (Például a Múzeum krt. 5., Semmelweis u. 15., Akadémia u. 13. és 16., a Dorottya u. 6. sz. alatti ún. Wurm udvar – jelenleg Dorottya-palota – felső két szintje.) Egyik testvére Diescher János, a Rókus kórház szülész-nőgyógyász főorvosa volt, számára tervezte a Bajcsy-Zs. út 17. sz. alatti lakóházat. A Dunaparton a Széchenyi rakpart 8. sz. alatti épület saját tervezésű és tulajdonú háza volt, jelenleg a Commerzbank található benne.

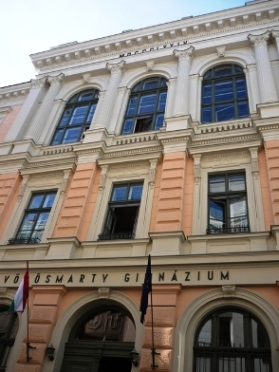
A Vörösmarty Gimnázium (Főreáltanoda) homlokzata
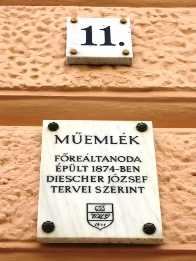
Műemlék-tábla a Vörösmarty Gimnázium falán
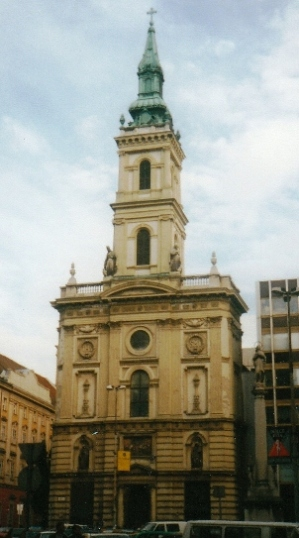
A Szervita téri templom
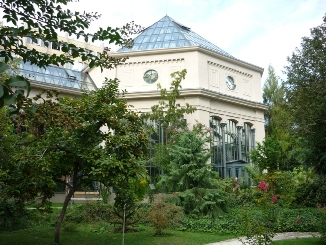
Pálmaház a Füvészkertben
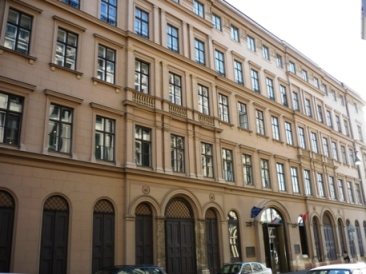
Az MTA bérháza ma könyvtár
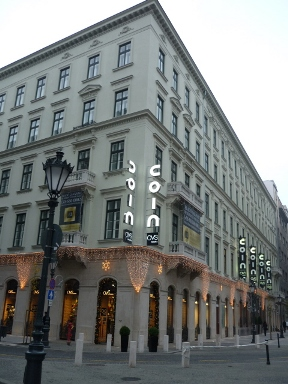
A felújított Dorottya palota, a régi Wurm udvar helyén
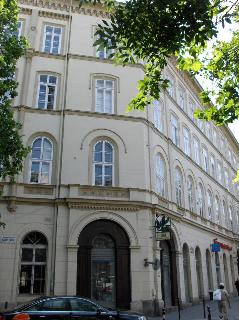
Lakóház a Bajcsy Zs. úton
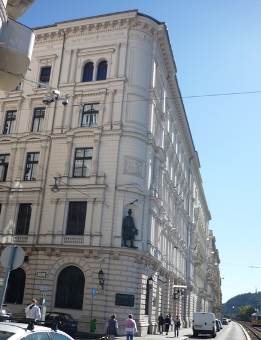
Szép lakóháza volt a mai Commerzbank épülete a Széchenyi rakparton

A Füvészkertben lévő, Molnár Ferenc: A Pál utcai fiúk c. regényéből is jól ismert, 2011-ben felújított Pálmaház és a II. János Pál pápa (volt Köztársaság) téri Gázgyár főépülete is nevezetesebb tervezése. Heckenast Gusztáv nyomdája számára 1861-62-ben az Egyetem u. 4. szám alá háromemeletes épületet tervez. Több villát tervezett a Városligetbe vezető, 1840 körül kialakulóban levő utakon (Pl. Leopold Grossinger vaskereskedő villája, Városligeti fasor 17., a mai Damjanich u. sarkán), amelyeket időközben lebontottak. Építővállalata végezte a Közvágóhíd építészeti munkálatait, valamint – Holzpach Jakab Téglagyárának támogatásával – a pesti alsó dunai kőrakpart kialakítását, amit a pestiek méltán emlegetnek a várost fenyegető árvíz idején!  (Az 1838-as árvíz idején építőmester apjával és János testvérével együtt Diescher József is hősiesen részt vett a mentési munkálatokban.) Pesten kívüli munkái közül az aradi Líceum tervezése ismert. Másik testvére, Diescher Antal is építész volt, róla a Magyar Építészeti Múzeum őriz egy fiatalkori olajportrét.

## Kivitelezői tevékenysége
Kivitelezőként is számos épületet jegyez, többek közt az Október 6. utcai (Sas u. 8. - Zrínyi u. 13. tömb) Marczibányi palota neoreneszánsz átalakítását. Ő volt a Magyar Tudományos Akadémia építési kivitelezője is Ybl Miklóssal, a korábban építővállalkozásában kőműves inasként tanuló Szkalnitzky Antal műépítész vezetésével. Az MTA építését követően ő kivitelezte az Akadémia Ybl-tervezte bérházát (1864), amely az Akadémia épületének folytatása, ma az MTA könyvtárának ad otthont. Ebben az épületben lakott haláláig Arany János. A Pesti Vigadó kivitelezése is Diescher nevéhez fűződik.
Ha a mai húszezer forintosra nézünk, annak hátán a Bródy Sándor utca 8. sz. alatti régi képviselőházat látjuk (ma: Olasz Intézet). Tervezője Ybl Miklós, kivitelezője Diescher József volt. Jó munkakapcsolat volt köztük, sok más épület tervezésében-kivitelezésében dolgoztak együtt az évek során. Diescher cége a képviselőház építését 1865. szeptember 11-én kezdte és 2140 kőművessel és 3500 munkással rekord idő, 3 hónap alatt (!) végeztette el. Az épület bútorozatlanul, száradó falakkal már 1865. decemberére készen állt. Az építkezés haladtáról az egykori újságok naponta beszámoltak, a „falegyen-ünnepségen” az egész város lakossága részt vett, és lelkesen éltette az építőket, hiszen az épület megléte, a kiegyezésről szóló létfontosságú országgyűlési tárgyalások megkezdése ekkortájt égető politikai kérdés volt! Hivatalos felavatása 1866. április 16-án történt.  Érdemei elismeréseként a királytól Ybl Miklós a Ferenc József Rend lovagkeresztjét, Diescher József pedig koronás aranykeresztet kapott, és a munkásokat is megjutalmazták.

## Modern iskola a 19. században

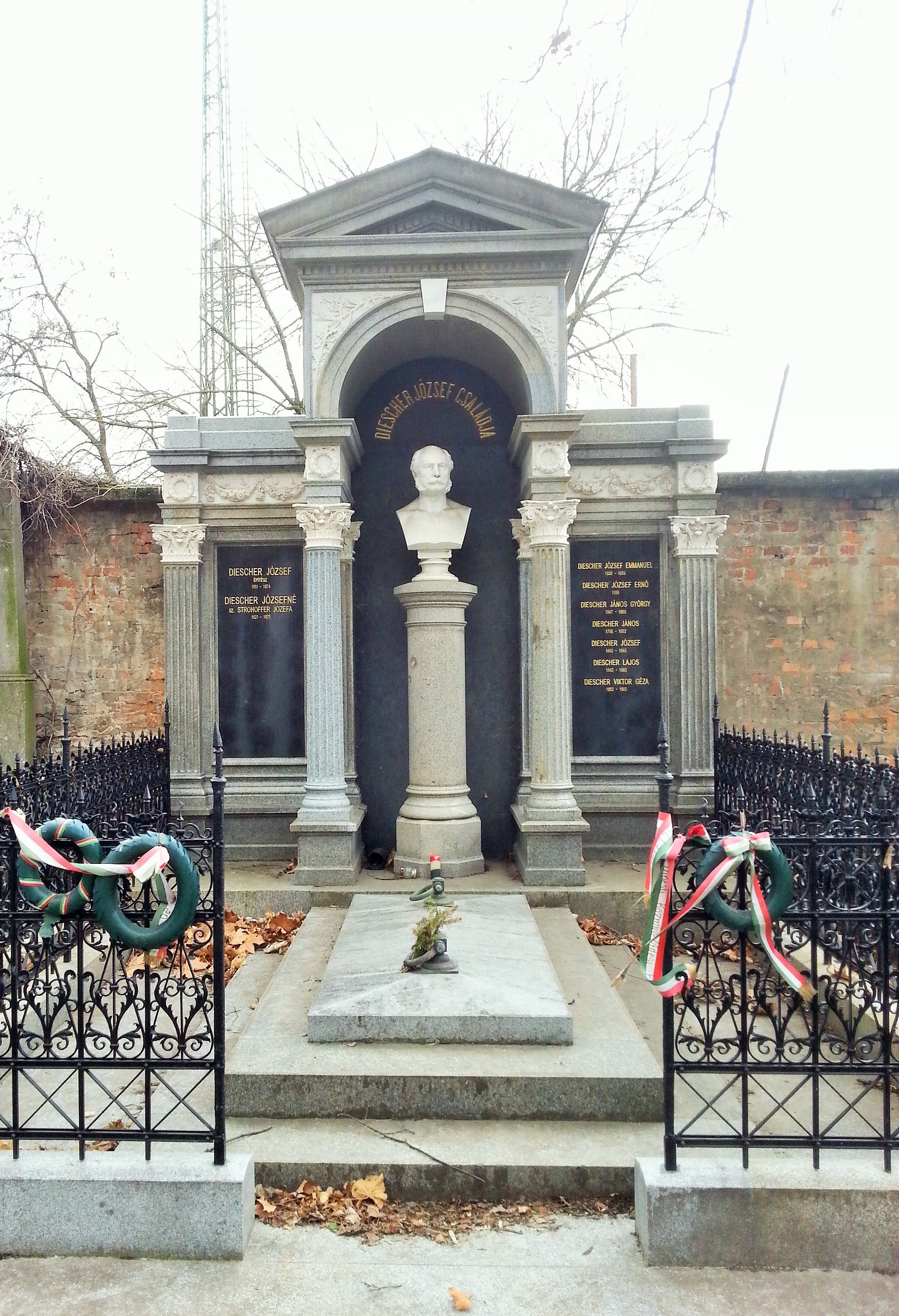
Diescher József felújított síremléke. (Fiumei úti sírkert, Budapest)

A Vörösmarty Gimnázium, az egykori Főreáltanoda tervezésekor (1871-74) Diescher a legmodernebb tudományos eredmények oktatási megismertetésére is gondolt. Ennek jó példája nemcsak a tágas természettudományos szertár, a vegytani laboratórium és méregszoba, a fizika előadóhoz tartozó desztilláló-helyiség, olvasztókemence és hűtő, a biológiához tervezett bonckamra, hanem a hátsó lépcsőház kialakítása is. Ezt úgy tervezte és építtette, hogy a híres Foucault-féle ingakísérlet a diákok számára bemutatható legyen. A francia Foucault 1851-ben a párizsi Pantheonban végezte el kísérletét, amellyel bebizonyította, hogy az inga lengési síkját a Föld forgása közben megtartja. Az új gimnázium terveibe már bekerült e demonstráció elvégzésének lehetősége, amit azóta is rendszeresen, minden évben bemutatnak a diákoknak, illetve nyílt napokon a látogatóknak. A gimnázium utcai szárnyának második emeleti része az épület egyik legreprezentatívabb helyiségét, a dísztermet foglalja magában.  A Vörösmarty Gimnázium 2002-ben lett műemlék, az emléktáblát dédunokája, Dr. Mikisné Dévényi (Diescher) Márta leplezte le.
Az épület 1874-es átadását Diescher József már nem érhette meg, mert egy héttel az avatási ünnepség előtt meghalt. A Kerepesi temetőben (Fiumei úti Sírkert) nyugszik, a Salgótarjáni úti oldal 416-os, fal melletti kriptájában. A kriptát – igen nagy igényességgel és esztétikummal – ő maga tervezte és építtette még életében (1859), korán elhunyt gyermekei is ide kerültek. Gránit korinthusi oszlopok között, timpanon alatt saját márvány mellszobra állt egy oszlopon. A sírfeliratok az oszlopok közti fali márványtáblára kerültek. A kriptát szépen megmunkált kovácsoltvas kerítés fogta körbe. Diescher nevéhez fűződik a temető kápolnájának megépítése is, mivel az eredetileg 1857-ben Zofahl Lőrinc által tervezett szegényes megjelenésű kápolna hamarosan szűkké vált, így gótikus stílusú, latin kereszthajós átépítését, oratóriummal, sekrestyével 1859-ben Diescher Józsefre bízták.

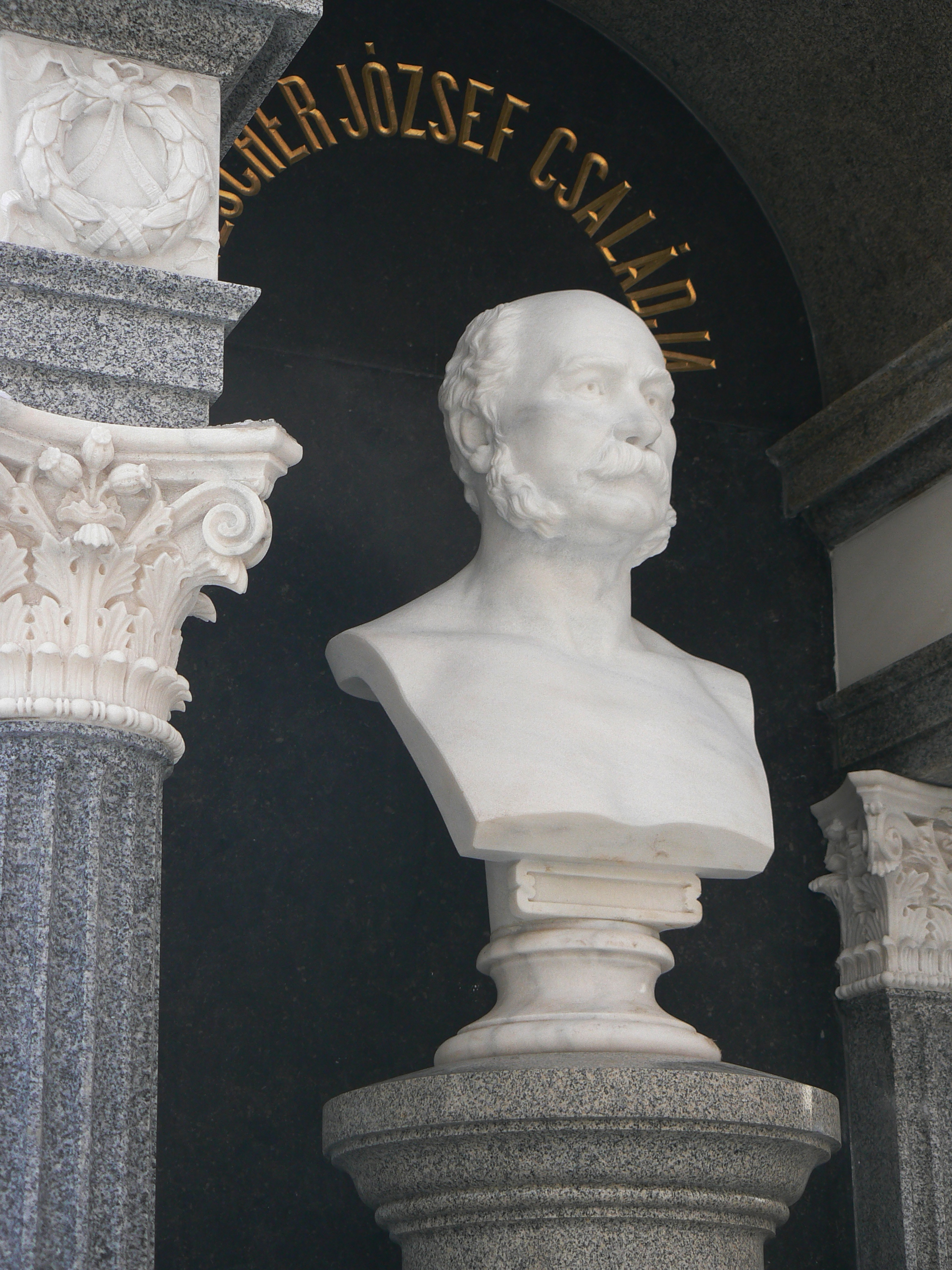
Diescher József mellszobra a síremléken Zumbusch büsztje alapján készült.

A II. világháború alatt szőnyegbombázás érte a városrészt, a Diescher-kripta is erősen megrongálódott. Azt követően – munkásmozgalmi temetőhellyé válva – nem engedélyezték a polgári temetéseket a család számára. A sír állapota fokozatosan romlott, évtizedeken át méltatlan volt ahhoz az emberhez, aki annyit fáradozott Pest szépítésén. A Nemzeti Örökség Intézete a kriptát 2013-ban védetté nyilvánította és felvette a felújítandó síremlékek listájára. A kripta rekonstrukciója 2019-re befejeződött és avatására Diescher halálának 145. évfordulóján került sor. Diescher újra faragott mellszobrához a mintát a Szépművészeti Múzeumban fellelhető, Zumbusch által készített büszt adta.
Diescher közel 500 tervet nyújtott be élete során Pest városához, a legtöbbet foglalkoztatott építészként. Munkásságát gazdag monográfia is tartalmazza. Hidvégi Violetta és Marótzy Katalin szerkesztésében Budapest Főváros Levéltára 2016-ban megjelentette a tanulmánykötetet Diescher József - Építészet és mesterség címmel.

## További meglévő lakóházak
V. Királyi Pál u. 18., Szupp ház (átép., 1844), V. Vadász u. 18/Hold u. 9. (1854), V. Akadémia u. 13./Steindl I. u. 5. (1870), V. Akadémia u. 16./Zoltán u. 3. (Diescher Ágoston részére, 1872), V. Váci u./Kígyó u. sarok (1870), az északi Klotild palota mellett, V. Kálvin tér 8. (1853, átalakítás + udvari szárny), V. Hercegprímás u. 14. (1865, átép.), V. Molnár u. 4. (1873., rendház, most: Budapesti Ward Mária Általános Iskola, Gimnázium és Zeneművészeti Szakgimnázium), V. Bajcsy-Zsilinszky út 55. (1860), V. Szerb u. 9. (1855, Kasselik Ferenccel), VI. Paulay Ede u. 14. (1845), VII. Dob u. 6., VII. Erzsébet krt. 58. (1860) Berger kávéház, a későbbi Király Színház művészeinek törzshelye, VIII. Mária u. 10. (1855), VIII. Rákóczi út 15. Fehér ló Fogadó, ma: Közép-Európai Kulturális Intézet, (Hild J. 1831, D. J. emelet ráép., 1852, híres vendégek: Liszt, Wagner, Erkel), VIII. Baross u. 34. (1861-62, átép.), IX. Vámház krt. 6. Jordán ház (1857, ráép.), V. Király u. 21/Kazinczy u. 56., Jó Pásztor-ház (1845, átép.), IX. Üllői út 23., XII. Mátyás király út 30. villa (1893)

## Műemlék házak
V. Múzeum krt. 5. (1850), VII. Király u. 38. (átép.), VIII. Rákóczi út 13. (Hild J. 1837, Diescher 1852 ráép.), VIII. Kőfaragó u. 5. (1847, átép.), VIII. Baross u. 40. (1861, átép.), XII. Adonis u. 4. Repos-villa (1872)

## Családja
Apja: Diescher János (Schmitten, Németország, 1788 – Pest, 1862) építész, felesége: Strohoffer Jozefa (1821-1875), gyermekei: Albert Béla (1839-1901, Chicago) építész, Hermina (1841-?), Lajos (1842-1893) építész, János (1847-1860), Viktor Géza (1852-1900) fővárosi számtiszt, Mária Ilona Irén (1853-?), József (1859. márc. - 1859. jún. 6.), József (1860-1883). Testvérei: Diescher János (1813-1883)  szülész-nőgyógyász főorvos, egyetemi tanár (Semmelweis utóda), Diescher Antal (1817-1863) építész, Diescher Sámuel (1839-1915, Pittsburgh) gépészmérnök.